# Atherinella balsana
Atherinella balsana är en fiskart som först beskrevs av Meek 1902.  Atherinella balsana ingår i släktet Atherinella och familjen Atherinopsidae. Inga underarter finns listade.